# یان تیلمان
یان تیلمان (زاده ۲۶ مه ۲۰۰۲) بازیکن فوتبال آلمانی است که به عنوان وینگر راست در بوندس‌لیگا و باشگاه کلن بازی می‌کند.

## دوران باشگاهی

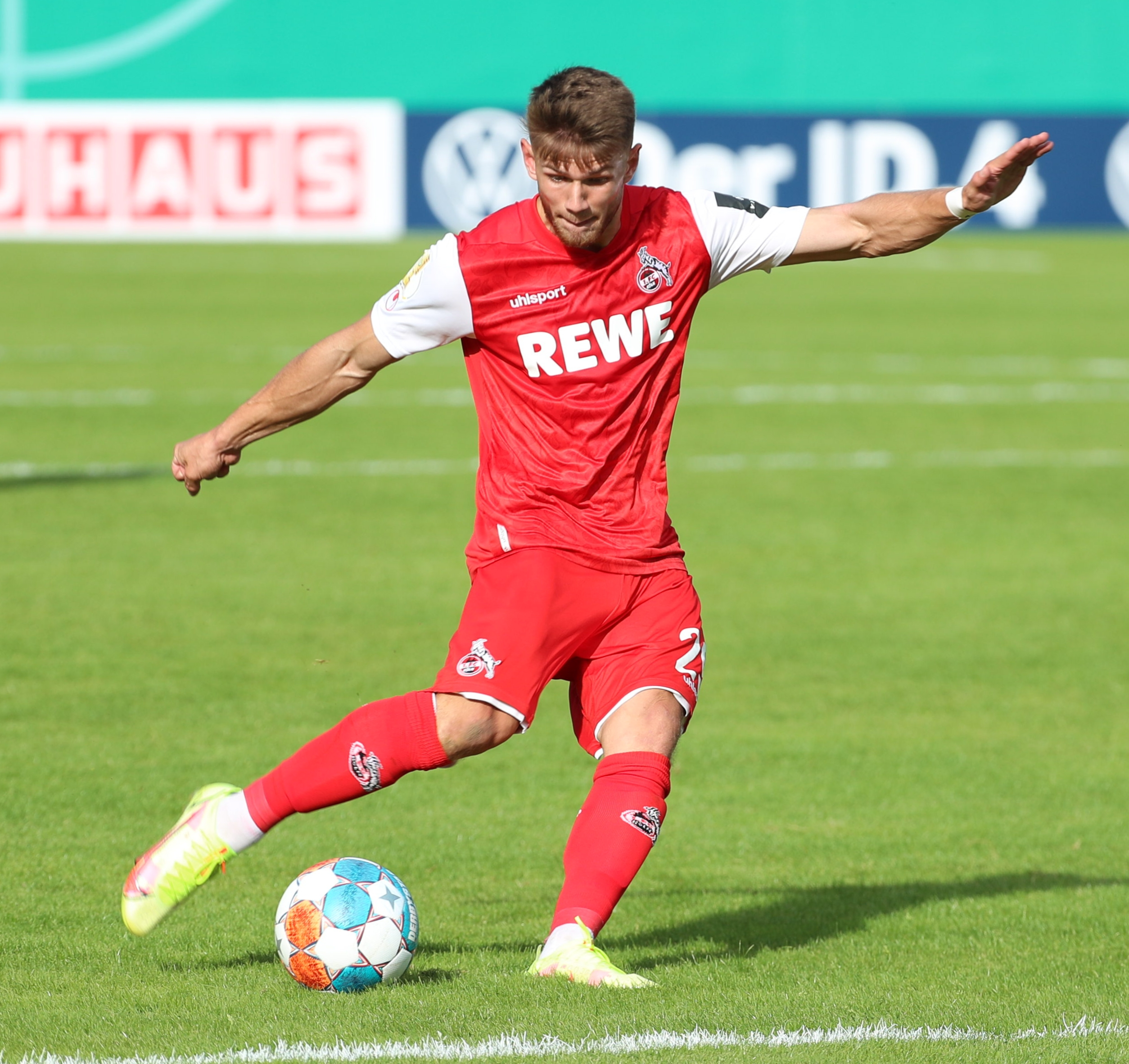
مرتبط

### اف‌سی کلن
در ابتدا، تیلمان در تیم‌های هتزراس، فوهرن و بکوند بازی می‌کرد و برای فصل ۱۵–۲۰۱۴ به تیم جوانان اینتراخت تریر پیوست. بعدها در فصل ۱۸–۲۰۱۷، او به تیم زیر ۱۷ سال باشگاه اف‌سی کلن پیوست. تیلمان ۲۴ بازی برای این تیم انجام داد و در ژوئن ۲۰۱۹ پس از پیروزی ۳–۲ مقابل بروسیا دورتموند، با این تیم قهرمان شد.
در فصل ۲۰–۲۰۱۹، این وینگر جوان به زیر ۱۹ سال اضافه شد. تیلمان اولین بازی حرفه‌ای خود را برای اف‌سی کلن در بوندس‌لیگا مقابل بایر ۰۴ لورکوزن در ۱۴ دسامبر ۲۰۱۹ انجام داد. با این بازی، او اولین فوتبالیست متولد سال ۲۰۰۲ شد که در بوندسلیگا بازی کرده‌است و به دومین بازیکن جوان تاریخ باشگاه اف‌سی کلن در لیگ تبدیل شد و بعد از یان اورل بیسک قرار گرفت.
از آنجایی عملکرد او در این بازی قابل قبول بود، سرمربی باشگاه مارکوس گیزدول او را از ابتدا در ترکیب بازی‌های بعدی مقابل آینتراخت فرانکفورت و وردربرمن قرار داد. در ژانویه ۲۰۲۰، تیلمان اولین قرارداد حرفه‌ای خود را امضا کرد. حضور او در اف‌سی کلن تا ۳۰ ژوئن ۲۰۲۲ تمدید شد. هورشت هلت، مدیر ورزشی اف‌سی کلن در مورد تیلمان می‌گوید: او نسبت به سنش، چه از نظر بدنی و چه از نظر تاکتیکی در سطح بالایی قرار دارد و همچنین درک بسیار زیادی از شیوه. های بازی دارد. ما به او اعتماد کامل داریم و قرارداد اورا تمدید کردیم.
در ۵ دسامبر ۲۰۲۰، تیلمان اولین گل خود را به عنوان یک بازیکن حرفه‌ای در تساوی ۲–۲ مقابل وولفسبورگ به ثمر رساند. در ۲۰ ژانویه ۲۰۲۱، او در یک بازی شش امتیازی مهم مقابل شالکه ۰۴ به میدان رفت که برای جلوگیری از سقوط به دسته پایینتر اهمیت زیادی داشت و در وقت اضافه گلزنی کرد. در روز ۳۰ آوریل ۲۰۲۱، باشگاه کلن اعلام کرد که قرارداد تیلمان تا ۲۰۲۴ تمدید شده‌است.